# Tomorrow’s World
Tomorrow’s World ist das erste und einzige Studioalbum der deutschen Power-Metal-Band Abraxas und wurde 1993 unter dem Namen The Liaison nur in Japan veröffentlicht. Im Jahre 1998 kam es in Deutschland digital neu gemastert und unter dem Titel Tomorrow’s World mit drei Bonustiteln heraus.

## Entstehung und Stil
Das Album wurde über einen Zeitraum von zweieinhalb Jahren von November 1990 bis Mai 1993 aufgenommen. Musikalisch bietet das Album melodischen Power Metal. Mit Dreamer’s Island ist auch eine Halbballade enthalten. Die Platte wurde mit Bands wie Helloween, Heavens Gate oder Fair Warning verglichen.

## Rezeption
Frank Trojan vom Magazin Rock Hard schrieb, in den 70 Minuten Laufzeit sei auch einiges „Füllmaterial“ eingeschlossen. „Wirklich knackige Power-Hymnen“ stünden „einigen eher nichtssagenden 08/15-Rockern“ gegenüber. Er vergab 7,5 von zehn Punkten.

## Titelliste
1. Gates to Eden – 7:10
2. Explorers – 5:12
3. Tomorrow’s World – 4:25
4. Dreamers Island – 5:31
5. Crusaders Prayer – 4:26
6. Dream Dealer – 3:58
7. Cry of the Nature – 3:38
8. Signs – 4:18
9. Euphoria – 7:24
10. Place Without Mirrors – 4:36
11. The Liaison – 4:23
12. Stolen Memories – 5:29
13. Faded Photographs – 4:19
14. Into the Light – 5:41